# Sangyō-Universität Shizuoka

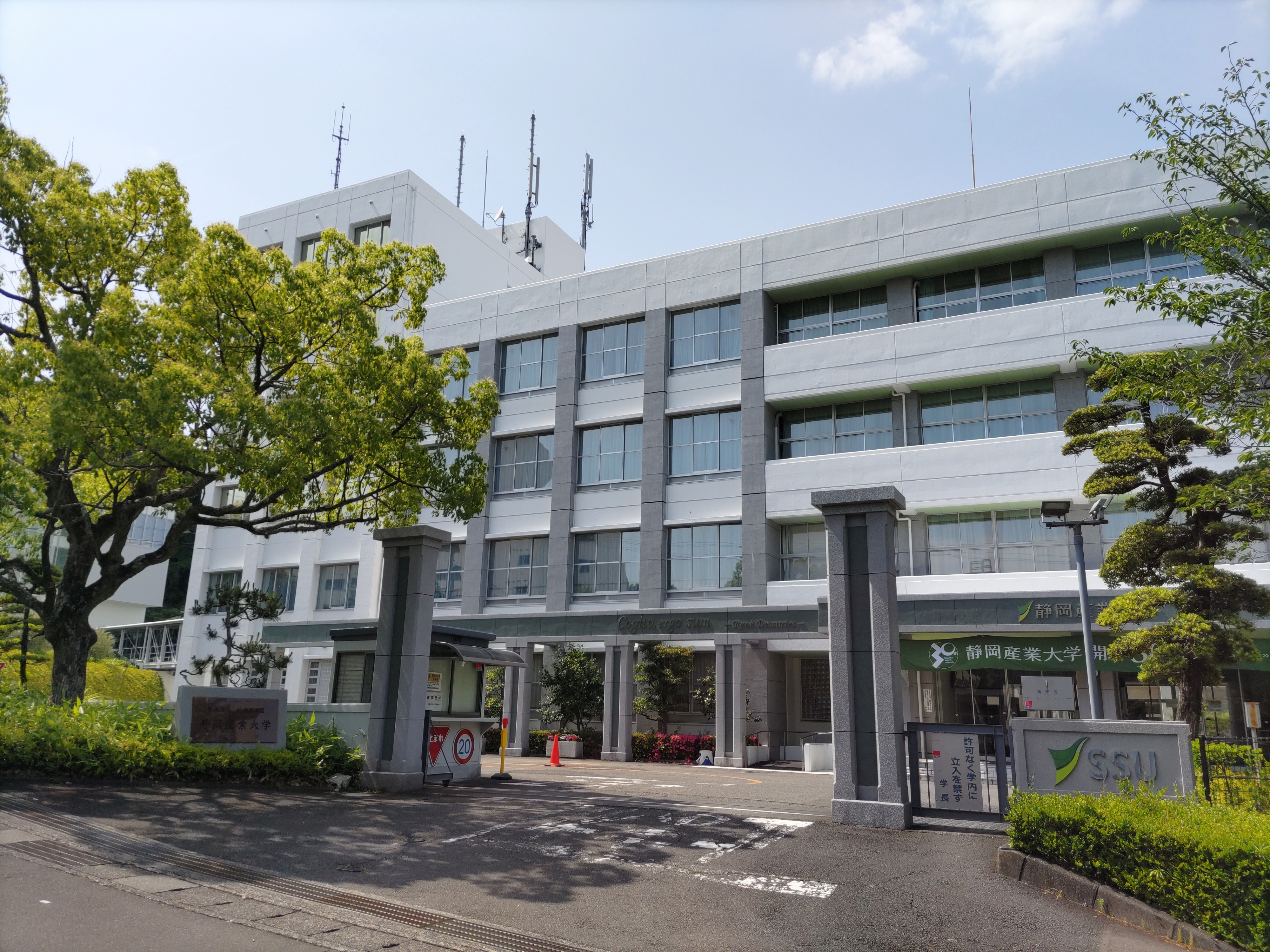
Fujieda-Campus (2024)

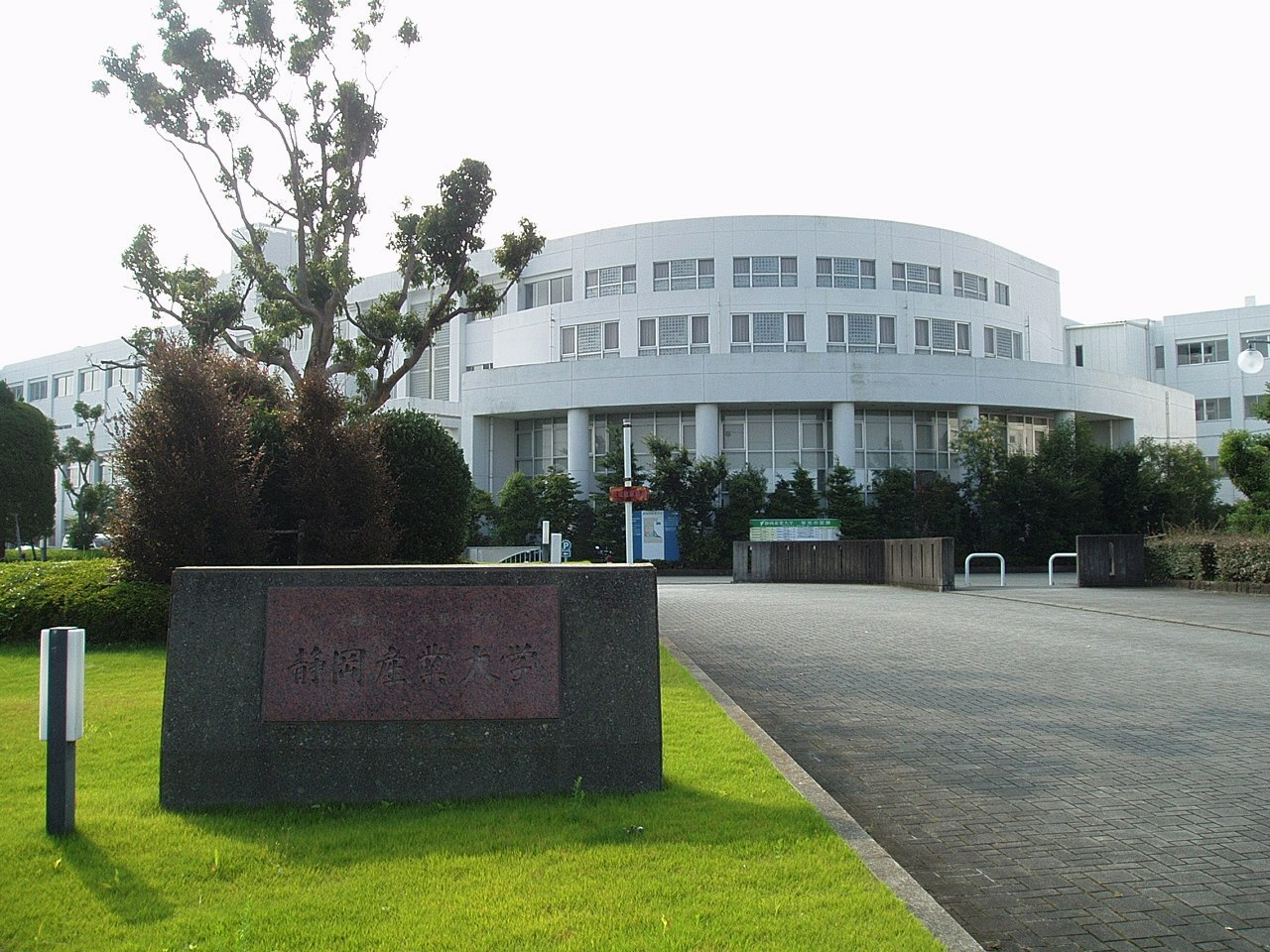
Iwata-Campus (2014)

Die Sangyō-Universität Shizuoka (japanisch 静岡産業大学 Shizuoka sangyō daigaku, wörtlich „Industrielle Universität Shizuoka“; engl. Shizuoka Sangyo University, kurz: SSU) ist eine private Universität in Japan. Der Sitz der Universitätsverwaltung liegt in Fujieda in der Präfektur Shizuoka.
Gegründet wurde die Universität 1994 in Iwata von der Bildungskörperschaft Daini-Shizuoka-Gakuen (heute: Shin-Shizuoka-Gakuen). Die Bildungskörperschaft hatte schon 1966 die Shizuoka-Gakuen-Oberschule gegründet, die in Japan für ihre Fußballmannschaft bekannt ist. 1999 wurde die Shizuoka-Gakuen-Kurzuniversität (gegründet 1988) geschlossen, und ihr Campus wurde Fujieda-Campus der SSU. 2021 richtete die Universität die Fakultät für Sportwissenschaft ein. Sie hat bisher keine Graduiertenschule.

## Fakultäten
- Fujieda-Campus (in Fujieda, Präfektur Shizuoka. 34° 51′ 39,1″ N, 138° 13′ 42,4″ OKoordinaten: 34° 51′ 39,1″ N, 138° 13′ 42,4″ O):
  - Fakultät für Betriebswirtschaftslehre (jap. 経営学部, engl. School of Management)
    - Abteilung für Betriebswirtschaftslehre
    - Abteilung für Management-Psychologie

- Iwata-Campus (in Iwata, Präfektur Shizuoka. 34° 41′ 51,2″ N, 137° 51′ 34,7″ O):
  - Fakultät für Betriebswirtschaftslehre
  - Fakultät für Sportwissenschaft

Die Fakultät für Betriebswirtschaftslehre befindet sich in Fujieda und Iwata. Studenten an der Fakultät können einen Campus als ihren Hauptcampus wählen.  Der Ausbildungskurs der Kinderbetreuer (an der Abteilung für Management-Psychologie) befindet sich nur im Iwata-Campus.